# Sietwende
Eine Sietwende ist ein niedriger Altdeich, der im Binnenland hinter dem Flutdeich und meistens zwischen den Gemarkungen zweier Orte liegt, durch den verhindert wird, dass das Wasser nach einem weiter entfernten Deichbruch von hinten ins Land fließt. Sietwenden sind besonders an der Unterelbe häufig.
Siethwende ist zusätzlich der Name eines Ortsteils der Gemeinde Sommerland im Kreis Steinburg im Süden von Schleswig-Holstein.